# Philipp Dorninger
Philipp Dorninger (* 1721 in Aschbach-Markt; † 13. April 1806 in Aschbach) war ein österreichischer Orgelbauer.

## Leben
P. Dorninger war während der Wintermonate als Schullehrer und während des Sommerhalbjahres als Orgelbauer tätig und dabei mit Neubauten und Reparaturen beschäftigt. Etliche Jahre war er auch Marktrichter in Aschbach.

## Werkliste
| Jahr | Ort            | Gebäude                    | Bild | Manuale | Register | Bemerkungen                                             |
| ---- | -------------- | -------------------------- | ---- | ------- | -------- | ------------------------------------------------------- |
| 1754 | Behamberg      | Pfarrkirche Behamberg      |      | I/P     | 6        | nicht erhalten, seit 1899 Orgel der Gebrüder Rieger     |
| 1757 | Aschbach-Markt | Pfarrkirche Aschbach-Markt |      | II/P    | 18       | Gehäuse erhalten, seit 1982 Orgel von Gerhard Hradetzky |
| 1763 | Strengberg     | Pfarrkirche Strengberg     |      | II/P    | 14       | Rückpositiv erhalten, seit 1837 Orgel von Franz Meinl   |
| 1770 | Ardagger       | Stift Ardagger             |      | II/P    | 14       | Erweiterung der Freundt-Orgel um ein Rückpositiv        |
| 1778 | Ulmerfeld      | Pfarrkirche Ulmerfeld      |      | I/P     | 8        | nicht erhalten, seit 1955 Orgel von Gebrüder Mauracher  |